# Amphinemura kiangsiensis
Amphinemura kiangsiensis is een steenvlieg uit de familie beeksteenvliegen (Nemouridae). De wetenschappelijke naam van de soort is voor het eerst geldig gepubliceerd in 1935 door Wu.